# Iphigeniella prasina
Iphigeniella prasina är en fjärilsart som beskrevs av Sergius G. Kiriakoff 1962. Iphigeniella prasina ingår i släktet Iphigeniella och familjen tandspinnare. Inga underarter finns listade i Catalogue of Life.